# Yugo Ichiyanagi
Yugo Ichiyanagi (一柳 夢吾 Ichiyanagi Yūgo?, nacido el 2 de abril de 1985 en Nishitōkyō, Tokio) es un futbolista japonés que se desempeña como defensa.

## Trayectoria

### Clubes
| Club                 | País      | Año               |
| -------------------- | --------- | ----------------- |
| Tokyo Verdy          | Japón     | 2003 - 2007       |
| Sagan Tosu           | Japón     | 2005              |
| Vegalta Sendai       | Japón     | 2008 - 2010       |
| Fagiano Okayama      | Japón     | 2011 - 2012       |
| Matsumoto Yamaga FC  | Japón     | 2012              |
| FC Ryukyu            | Japón     | 2013              |
| Sukhothai FC         | Tailandia | 2014              |
| Phichit FC           | Tailandia | 2015              |
| Thespakusatsu Gunma  | Japón     | 2016 - 2019       |
| Taichung Futuro F.C. | Taiwán    | 2021              |
| Tainan City FC       | Taiwán    | 2021 - 2022       |
| AC Taipei            | Taiwán    | 2022 - actualidad |

## Estadística de carrera

### J. League
| Club                | Año   | J. League | J. League | Copa J. League | Copa J. League | Total | Total |
| Club                | Año   | Part.     | Goles     | Part.          | Goles          | Part. | Goles |
| ------------------- | ----- | --------- | --------- | -------------- | -------------- | ----- | ----- |
| Tokyo Verdy         | 2003  | 6         | 1         | 0              | 0              | 6     | 1     |
| Tokyo Verdy         | 2004  | 0         | 0         | 0              | 0              | 0     | 0     |
| Sagan Tosu          | 2005  | 15        | 0         | -              | -              | 15    | 0     |
| Tokyo Verdy         | 2006  | 13        | 0         | -              | -              | 13    | 0     |
| Tokyo Verdy         | 2007  | 8         | 0         | -              | -              | 8     | 0     |
| Vegalta Sendai      | 2008  | 16        | 0         | -              | -              | 16    | 0     |
| Vegalta Sendai      | 2009  | 18        | 2         | -              | -              | 18    | 2     |
| Vegalta Sendai      | 2010  | 8         | 0         | 1              | 0              | 9     | 0     |
| Fagiano Okayama     | 2011  | 20        | 0         | -              | -              | 20    | 0     |
| Fagiano Okayama     | 2012  | 12        | 0         | -              | -              | 12    | 0     |
| Matsumoto Yamaga FC | 2012  | 0         | 0         | -              | -              | 0     | 0     |
| Thespakusatsu Gunma | 2016  | 15        | 0         | -              | -              | 15    | 0     |
| Thespakusatsu Gunma | 2017  | 16        | 0         | -              | -              | 16    | 0     |
| Total               | Total | 147       | 3         | 1              | 0              | 148   | 3     |